# Батопилас (муниципалитет)
Батопилас (исп. Batopilas) — муниципалитет в Мексике, штат Чиуауа с административным центром в одноимённом посёлке. Численность населения, по данным переписи 2010 года, составила 14 362 человека.

## Общие сведения
Название Batopilas с языка тараумара можно перевести как закрытая река.
Площадь муниципалитета равна 2137 км², что составляет 0,86 % от общей площади штата, а наивысшая точка — 2469 метров, расположена в поселении Ла-Реформа.
Он граничит с другими муниципалитетами штата Чиуауа: на севере и востоке с Гуачочи, на юге с Морелосом, и на западе с Урике и другим штатом Мексики — Синалоа.

## Учреждение и состав
Муниципалитет был образован в 1812 году, в его состав входит 424 населённых пункта, самые крупные из которых:
| Код INEGI                  | Населённый пункт                                                                         | Численность населения (2005 год) | Численность населения (2010 год) |
| -------------------------- | ---------------------------------------------------------------------------------------- | -------------------------------- | -------------------------------- |
| 008                        | Всего                                                                                    | 13298                            | 14362                            |
| 0001                       | Батопилас (исп. Batopilas) 27°01′36″ с. ш. 107°44′22″ з. д. (административный центр)     | 1210                             | 1220                             |
| 0223                       | Йокиво (исп. Yoquivo) 27°01′17″ с. ш. 107°32′05″ з. д.                                   | 678                              | 831                              |
| 0145                       | Поланко (исп. Polanco) 26°50′01″ с. ш. 107°38′09″ з. д.                                  | 525                              | 537                              |
| 0054                       | Эль-Куэрво (исп. El Cuervo) 26°57′31″ с. ш. 107°37′52″ з. д.                             | 208                              | 279                              |
| 0181                       | Сан-Хуан-де-Диос (исп. San Juan de Dios (Aguacaliente)) 26°53′51″ с. ш. 107°53′08″ з. д. | 206                              | 257                              |
| 0195                       | Соричике (исп. Sorichique) 26°57′41″ с. ш. 107°33′36″ з. д.                              | 237                              | 248                              |
| 0002                       | Абореачи (исп. Aboreachi) 27°00′20″ с. ш. 107°34′57″ з. д.                               | 215                              | 218                              |
| 0174                       | Сан-Игнасио (исп. San Ignacio) 26°51′00″ с. ш. 107°50′38″ з. д.                          | 264                              | 213                              |
| 0190                       | Сатево (исп. Satevó) 26°59′37″ с. ш. 107°42′53″ з. д.                                    | 140                              | 188                              |
| —                          | Прочие                                                                                   | 9615                             | 10371                            |
| Названия на карте Генштаба |                                                                                          |                                  |                                  |

## Экономика
По статистическим данным 2000 года, работоспособное население занято по секторам экономики в следующих пропорциях:
- сельское хозяйство и рыболовство — 62,1 %;
- торговля, сферы услуг и туризма — 18,4 %;
- производство и строительство — 17,7 %;
- безработные — 1,8 %.

## Инфраструктура
По статистическим данным 2010 года, инфраструктура развита следующим образом:
- электрификация: 34,7 %;
- водоснабжение: 14,3 %;
- водоотведение: 14,2 %.

## Достопримечательности
В муниципалитете находится несколько исторических объектов:
- церковь Богородицы Карменской, построенная в XVII веке в муниципальном центре;
- церковь Святого Ангела, построенная в XVII веке в Сатево;
- несколько домов известных людей, построенные в XVIII веке;
- здание администрации, построенное в XIX веке.

## Фотографии

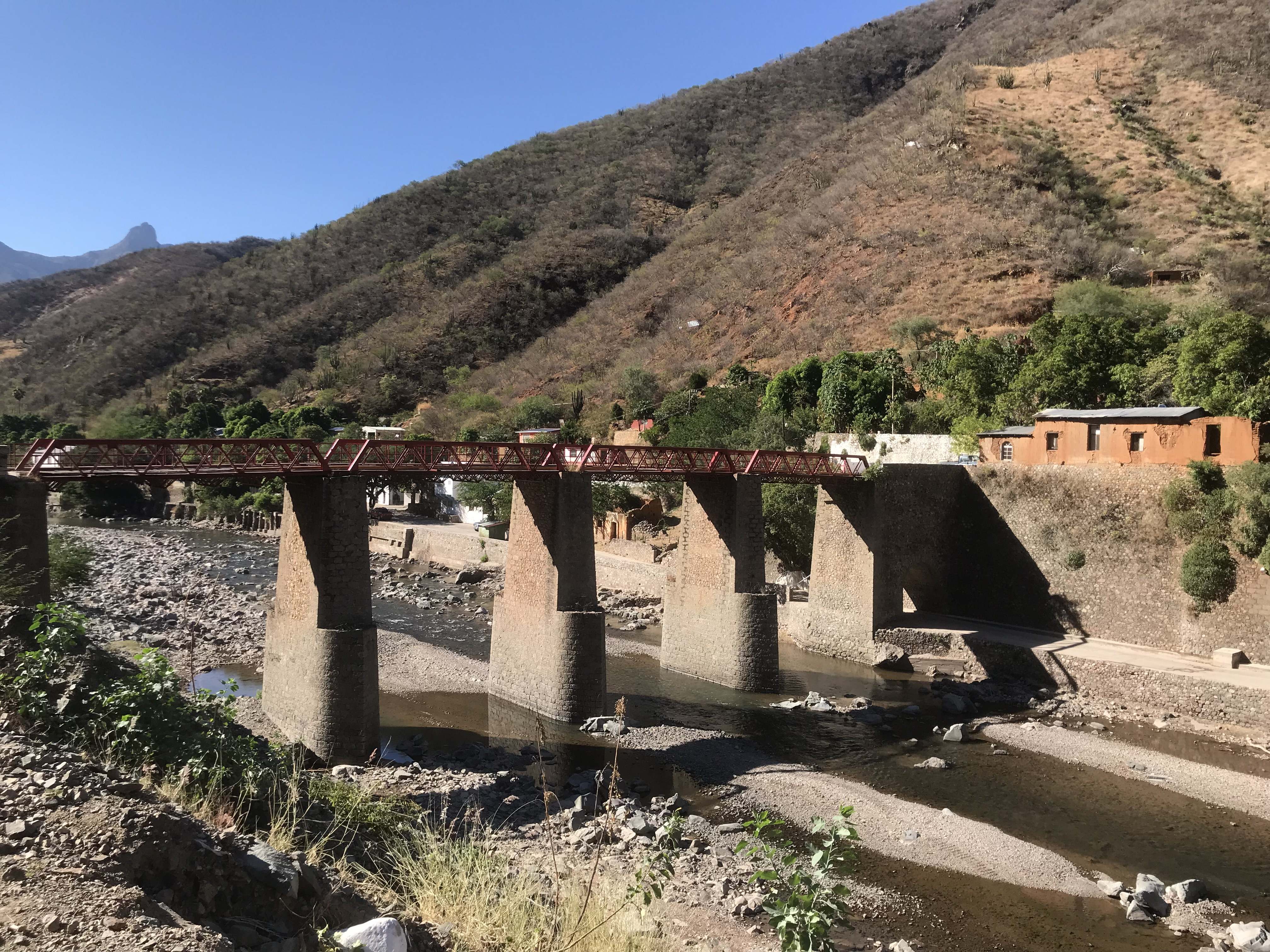
Бывший ж/д мост
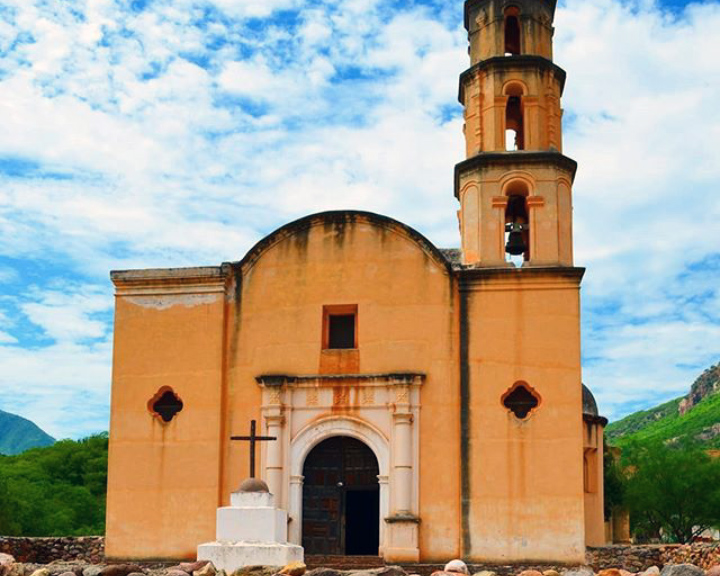
Церковь Святого Ангела в Сатево